# Fernando Puig de la Bellacasa y Aguirre
Fernando Puig de la Bellacasa y Aguirre   (Madrid, 1 d'agost de 1952) és un advocat madrileny i alt funcionari de l'Estat. Membre del Cos Superior d'Administradors Civils de l'Estat, és cosí germà del diplomàtic José Joaquín Puig de la Bellacasa i d'Esperanza Aguirre.
Llicenciat en Dret per la Universitat Complutense de Madrid, ha estat director general de Cooperació Informativa en Presidència del Govern, conseller d'Informació a l'Ambaixada d'Espanya a França, director general de Política Interior i sotssecretari del Ministeri de l'Interior.
El 1995 va ser nomenat director de l'Oficina Espanyola de Turisme a París i, posteriorment, va ser director del Palau de Congressos de Madrid. El 2004 va ser nomenat sotssecretari de Sanitat i Consum i, el 2007, secretari d'Estat de Cooperació Territorial. El 2010, va ser secretari general de Relacions Institucionals i Coordinació del ministeri de Foment fins que, el 2012, Miguel Cardenal el va nomenar subdirector general d'Esport Professional i Control Financer al CSD, on va auditar i fiscalitzar les federacions esportives espanyoles de taekwondo, tennis, bàsquet i futbol i va iniciar processos contra els seus presidents. L'abril de 2017 es va incorporar com a conseller d'Educació a l'Ambaixada d'Espanya a París.